# Vincent de Bataille-Furé
 (novembre 2018).
Si vous disposez d'ouvrages ou d'articles de référence ou si vous connaissez des sites web de qualité traitant du thème abordé ici, merci de compléter l'article en donnant les références utiles à sa vérifiabilité et en les liant à la section « Notes et références ».

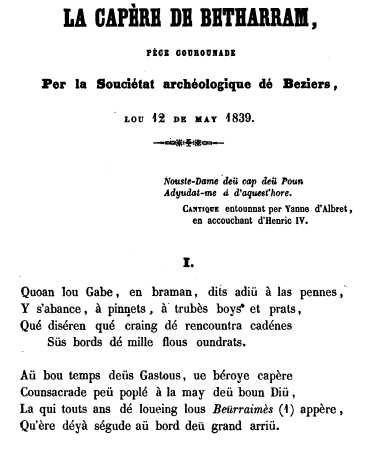

Vincent de Bataille-Furé (né le 17 juillet 1799 à Pontacq et décédé le 26 mai 1872 à Buzy) est un écrivain béarnais de langue d'oc.

## Biographie
Vincent de Bataille-Furé est en particulier l'auteur d'un poème portant sur la chapelle de Bétharram (La Capère de Betharram - La Capera de Bètharram, selon la norme classique) et d'un autre sur Pierre-Paul Riquet.
Il composa la première pour le concours organisé par la Société archéologique de Béziers et obtint le premier prix (le Rameau d'argent en l’occurrence). Pour Jean-Marie Sarpoulet, il « fut le premier à ouvrir la littérature béarnaise sur le domaine d'oc en concourant aux Jeux floraux dans son occitan béarnais » [38]. Pau : Vignacour, 1849.
Avocat, il avait épousé Marie-Thérèse-Fanny Manescau-Saint-Martin à Buzy le 13 février 1828.